# Duales Status-Modell
In der evolutionären Anthropologie postuliert das Duale Status-Modell, dass Individuen ihren sozialen Status durch zwei Hauptstrategien erhöhen: Dominanz und Prestige. Sozialer Status beschreibt dabei die gesellschaftliche Wertung, etwa aufgrund von Herkunft oder sozialer Position, innerhalb einer sozialen Struktur. Dominanz zur Etablierung von Status umfasst den Einsatz von Gewalt, Gewaltandrohung oder anderen Formen von Zwang, um soziale Macht zu erlangen. Prestige hingegen basiert auf der Erlangung von sozialem Rang durch Eigenschaften, die von anderen geschätzt werden, wie Geschicklichkeit, Großzügigkeit oder die Fähigkeit, Wissen weiterzugeben. Beide Strategien ermöglichen es, soziale Anerkennung zu erlangen, und damit Macht ausüben zu können. Der hervorzuhebende Unterschied liegt darin, dass durch Prestige Status freiwillig von anderen verliehen wird, während durch Dominanz Status eingefordert wird.

## Historischer Hintergrund
Um hierarchische Unterschiede in Gruppen zu erklären, wurden Dominanz und Prestige von einigen Autoren als konkurrierende Theorien zur Erlangung von sozialem Rang betrachtet. Henrich und Gil-White (2001) argumentieren, dass beide Prozesse gleichzeitig innerhalb sozialer Gruppen wirken können, sodass Individuen zwei Wege offen stehen, um in der Hierarchie aufzusteigen. Die Autoren grenzten somit Dominanz und Prestige klar voneinander ab. Erste Annäherungen an die Thematik lieferte der Soziobiologe Richard D. Alexander mit seinem 1979 veröffentlichten Buch Darwinismus und menschliche Angelegenheiten. Das Duale Status-Modell fand weitere Unterstützung durch die Befunde von Cheng et al. (2012), die zeigten, dass Dominanz und Prestige zwei unterschiedliche, aber gleichermaßen effektive Strategien für den sozialen Aufstieg sind. Die Autoren betonen den Einsatz von Prestige beim Menschen als entscheidenden Unterschied zu sozialen Strukturen im Tierreich, da Tiere Statusunterschiede hauptsächlich durch Dominanz herstellen. Demgegenüber gibt es auch neuere Studien, die Hinweise auf Status durch Prestige im Tierreich liefern. Inwieweit das duale Status-Modell auf das Tierreich übertragbar ist, ist wegen methodischer Schwierigkeiten unklar. Die Diskussion ist auch noch offen, weil Prestige und Dominanz, und dessen Verbindung Gruppen anzuführen, in verschiedenen wissenschaftlichen Gebieten unterschiedlich definiert und angewandt wird. In der Biologie wird Einfluss durch Prestige oft durch die Koordination von Gruppenbewegungen definiert, also die wörtliche Führung zu übernehmen, und dabei unabhängig vom Status des Individuums. Status entsteht durch die Möglichkeit, andere Individuen oder Gruppenentscheidungen zu beeinflussen sowie Zugang zu limitierten Ressourcen zu bekommen. Auch wenn Prestige zu Status führen kann, ist es jedoch nicht mit diesem gleichzusetzen. So kann auch ein rangniedriges Individuum in der Lage sein, durch Prestige Einfluss auf die Gruppe zu nehmen. Der Mechanismus wirkt also in beide Richtungen: Prestige kann durch Führung entstehen, oder Individuen mit Prestige können die Macht haben, zu führen.

## Dominanz-Strategie

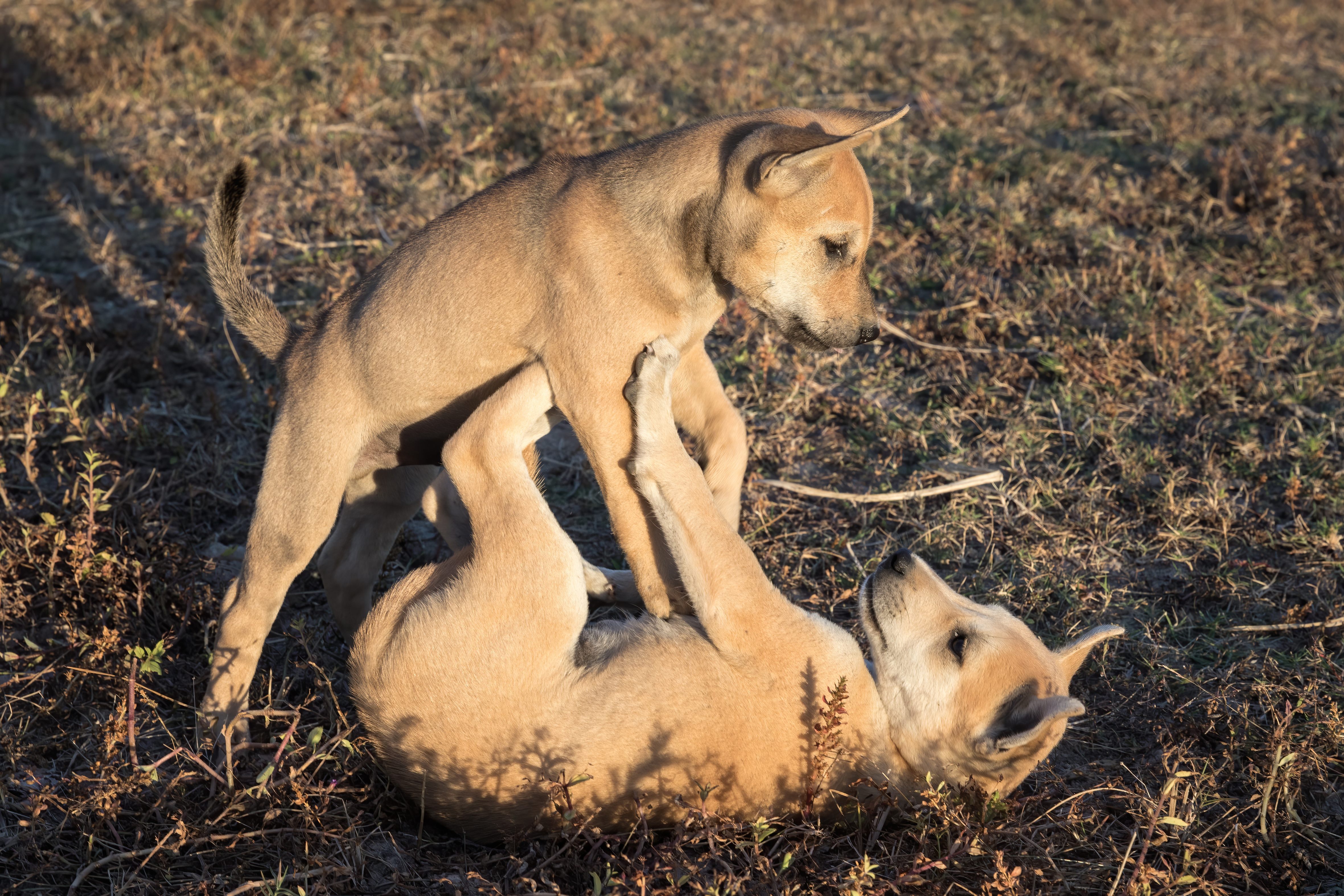
Spielerische Dominanz-Interaktion zwischen zwei jungen Hunden. Individuen zeigen separate Gesten je nach ihrem Status.

Als Dominanz-Strategie wird die soziale Statuserhöhung durch aggressives, einschüchterndes oder kontrollierendes Verhalten bezeichnet. Andere Mitglieder der Gruppe folgen dominanten Individuen aus Angst vor negativen Konsequenzen oder Kosten, wodurch diese mehr Aufmerksamkeit, Anerkennung und Einfluss erhalten.
Dominanz-Strategien werden sowohl bei Menschen als auch bei anderen Tieren beobachtet. So findet man bei Schimpansen eine klar strukturierte soziale Rangordnung, in der ein dominantes Männchen die Gruppe anführt. Der Status in der Gruppe wird in Kämpfen durch Drohungen, Zwang oder direkte Aggression entschieden. Aber auch die soziale Unterstützung in der Gruppe spielt eine Rolle. Die Hierarchien sind flexibel, weshalb die Individuen andauernd um ihren Status kämpfen und das dominante Individuum immer wachsam sein muss, um seinen Status zu erhalten.
Bei Menschen reagieren die restlichen Gruppenmitglieder auf einen dominanten Führungsstil oft mit einer Kombination aus negativen und positiven Emotionen. So erzeugen dominante Führungspersonen bei ihren Anhängern sowohl Angst und Wut als auch positive Gefühle wie Respekt, Vertrauen, Bewunderung und Erleichterung, etwa durch die Abgabe von Verantwortung.
Menschen, die sich über die Dominanz-Strategie Einfluss sichern, werden auch mit negativen Persönlichkeitsmerkmalen wie gesteigerter Arroganz und einer höheren Ausprägung auf den Persönlichkeitsdimensionen der dunklen Triade aus Narzissmus, Machiavellismus und Psychopathie assoziiert.
Durch Dominanz erworbener Einfluss geht tendenziell mit niedrigeren Sympathiewerten einher.

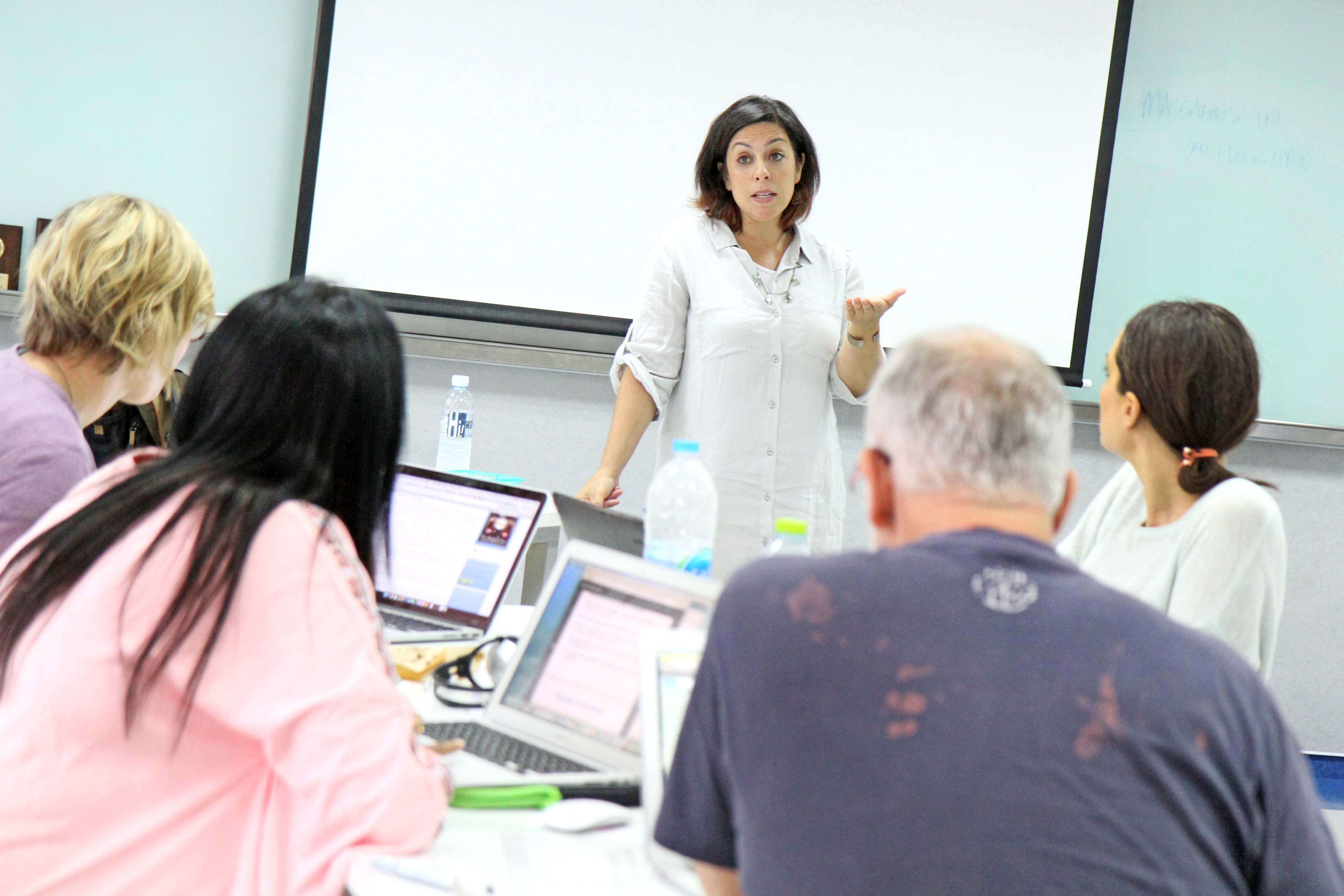
Eine Lehrperson hat oft sowohl Status durch ihr Prestige, weil sie viel Wissen hat. Oft hat sie auch Status durch ihre Position, sie hat die Fähigkeit Bewertungen zu vergeben und dadurch Dominanz auszuüben.

Es gibt Anhaltspunkte, dass dominantes Verhalten in konfliktreichen Zeiten (Konflikte innerhalb der Gruppe oder mit anderen Gruppen) öfter durch mehr Einfluss und einen höheren sozialen Status belohnt wird. Dominanz ist im Vergleich zu Prestige eher instabil, weil der Widerstand der Untergebenen zu gemeinsamen Versuchen führen kann, die Dominanz zu bekämpfen.
Menschen setzen häufig eine Kombination aus Dominanz- und Prestige-Strategien ein. Ein Beispiel hierfür sind Lehrkräfte, die sowohl eine respektierte Vorbildrolle einnehmen, als auch Dominanz durch die Vergabe von Noten ausüben.

## Prestige-Strategie
Das Erlangen von Status durch Prestige ist in Abgrenzung zur Dominanz-Strategie nicht verbunden mit Angst oder Androhung. Stattdessen entsteht der Einfluss dadurch, dass den Folgenden Vorteile ermöglicht oder versprochen werden. In philosophischen Abhandlungen zu Führungsstrategien entspricht das vor allem den Lehren nach Konfuzius: Personen mit hohem Status sind hierbei Vorbilder und Prestige entsteht etwa durch Wissen, Kompetenz, Erfahrung, oder auch herausragende persönliche Qualitäten und Fähigkeiten. Prestige ist daher verbunden mit positiven Emotionen wie Anerkennung und Bewunderung durch die Folgenden. Status erhält ein Individuum dabei von den anderen Gruppenmitgliedern freiwillig, im Unterschied zur Dominanz-Strategie, bei welcher Macht unfreiwillig an ein Individuum übertragen wird.
Prestige-Kompetenz Verbindung
Der Ursprung von Unterschieden in Prestige ist dabei häufig, dass einige Individuen mehr oder bessere Informationen haben als andere. Diese Informationsungleichheit stößt soziales Lernen an. Je kompetenter ein Individuum in einer bestimmten Domäne erscheint, desto prestigeträchtiger wirkt es und wird als attraktives Vorbild wahrgenommen. Durch Nachahmung entsteht für die Gruppe somit ein Zugang zu bestimmten privaten oder gemeinschaftlich verfügbaren Ressourcen.
Empirische Studien belegen diesen Zusammenhang zwischen Prestige und Kompetenz in verschiedenen Bereichen, etwa beim Jagen, bei übernatürlichem oder spirituellem Wissen oder bei kämpferischen Fertigkeiten. Auch das Alter kann in diesem Zusammenhang eine Rolle spielen, wobei kein linearer Einfluss angenommen wird: Mit zunehmendem Alter steigt zunächst das Erfahrungswissen, wodurch ältere Individuen an Prestige gewinnen können. Ab einem gewissen Punkt kann jedoch eine altersbedingte Abnahme kognitiver und physischer Leistungsfähigkeit dazu führen, dass sie als weniger geeignete Modelle für soziales Lernen gelten. In Gruppen von Elefanten haben die ältesten Weibchen den höchsten Status und leiten die Gruppe, möglicherweise da sie besser in der Lage sind, Ressourcen zu finden oder die Gruppe vor Raubfeinden zu schützen. Dieser Zusammenhang gilt insbesondere in stabilen Umwelten, in denen akkumuliertes Wissen einen hohen Nutzen hat. In sich rasch wandelnden Umgebungen hingegen ist anpassungsfähiges, flexibles Verhalten entscheidender, wodurch jüngere Individuen im Vorteil sein können. Eine klare empirische Bestätigung für diese theoretischen Annahmen steht allerdings noch aus. Eine zentrale Limitation besteht darin, dass Prestige bislang meist nur indirekt gemessen wurde, was die Aussagekraft entsprechender Befunde einschränkt.
Prestigehinweise

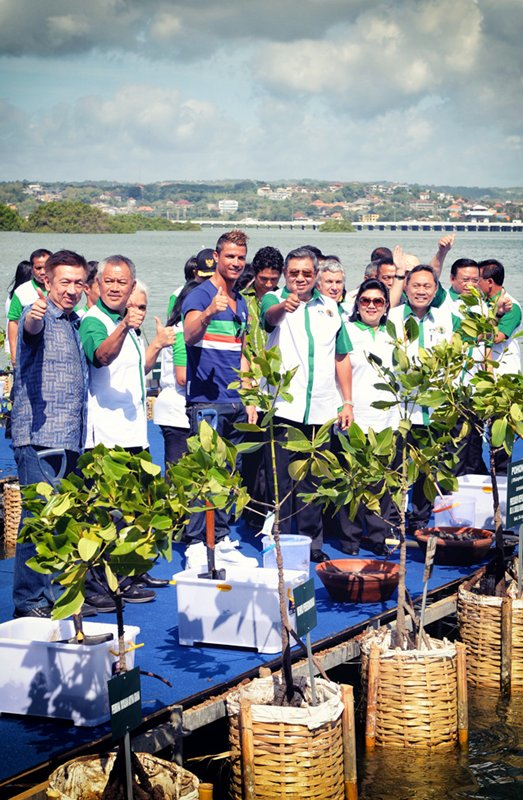
Persönlichkeiten, die aufgrund einer bestimmten Fähigkeit Prestige erlangen, nutzen ihren Status oft auch in unverwandten Domänen. Hier pflanzt ein Fußballspieler mit einem Präsidenten neue Bäume.

Prestigehinweise helfen Gruppenmitgliedern dabei zu entscheiden, welche anderen Individuen über hohes Prestige verfügen – also welche Individuen als besonders geeignet für soziales Lernen gelten. Ihr Zweck liegt darin, eine schnelle und möglichst verlässliche Einschätzung darüber zu ermöglichen, wem man folgen und von wem man lernen sollte. In der Literatur wird zwischen primären und sekundären Hinweisreizen unterschieden.
Primäre Hinweisreize sind Merkmale, die direkt aus der Kompetenzdarstellung des prestigeträchtigen Individuums ableitbar sind. Ein Beispiel ist das Alter: Es kann auf umfangreiche Erfahrung hindeuten und ist leicht wahrnehmbar – insbesondere für jüngere Gruppenmitglieder ein kognitiv wenig aufwändiger Indikator. Allerdings hängt seine Aussagekraft stark vom sozialen und ökologischen Kontext ab (siehe Prestige-Kompetenz-Verbindungen).
Sekundäre Hinweisreize hingegen ergeben sich aus der Beobachtung, wie andere Gruppenmitglieder mit einem bestimmten Individuum interagieren. Wenn viele Mitglieder einer Gruppe diesem Individuum erhöhte Aufmerksamkeit schenken, dessen Nähe suchen oder dessen Verhalten nachahmen, deutet dies auf hohes Prestige hin. Der Vorteil sekundärer Hinweisreize liegt in ihrer hohen Verlässlichkeit: Da sie auf dem Verhalten Dritter beruhen, sind sie schwer vom prestigeträchtigen Individuum selbst manipulierbar.
Domänenübergreifendes Prestige
Henrich und Gil-White (2001) argumentieren, dass der Einfluss prestigeträchtiger Individuen über die Domäne hinausgehen kann, in der sie besondere Kompetenz zeigen. Grund dafür ist eine sogenannte generalisierte Imitations-Neigung: Da es oft schwierig und aufwendig ist zu erkennen, welche Merkmale genau den Erfolg eines Individuums ausmachen, tendieren Lernende dazu, möglichst viele Eigenschaften oder Verhaltensweisen prestigeträchtiger Modelle zu übernehmen – auch solche, die für den Erfolg möglicherweise irrelevant sind. Dieses Verhalten kann erklären, warum auch ineffiziente oder symbolische Handlungen von hochrangigen Individuen imitiert werden, ein Phänomen, das als Überimitation bezeichnet wird. Allerdings deuten empirische Befunde darauf hin, dass dieser domänenübergreifende Prestigebias nicht immer auftritt und vom sozialen Kontext sowie von Merkmalen wie Autorität, Vertrautheit oder domänenübergreifenden Fähigkeiten des Modells abhängig sein kann. Kritisch diskutiert wird daher, ob der Einfluss über mehrere Domänen hinweg tatsächlich auf Prestige beruht oder eher auf allgemeinen Erfolgsmerkmalen wie Intelligenz, Disziplin oder sozialem Status.

## Status, Macht und Führung

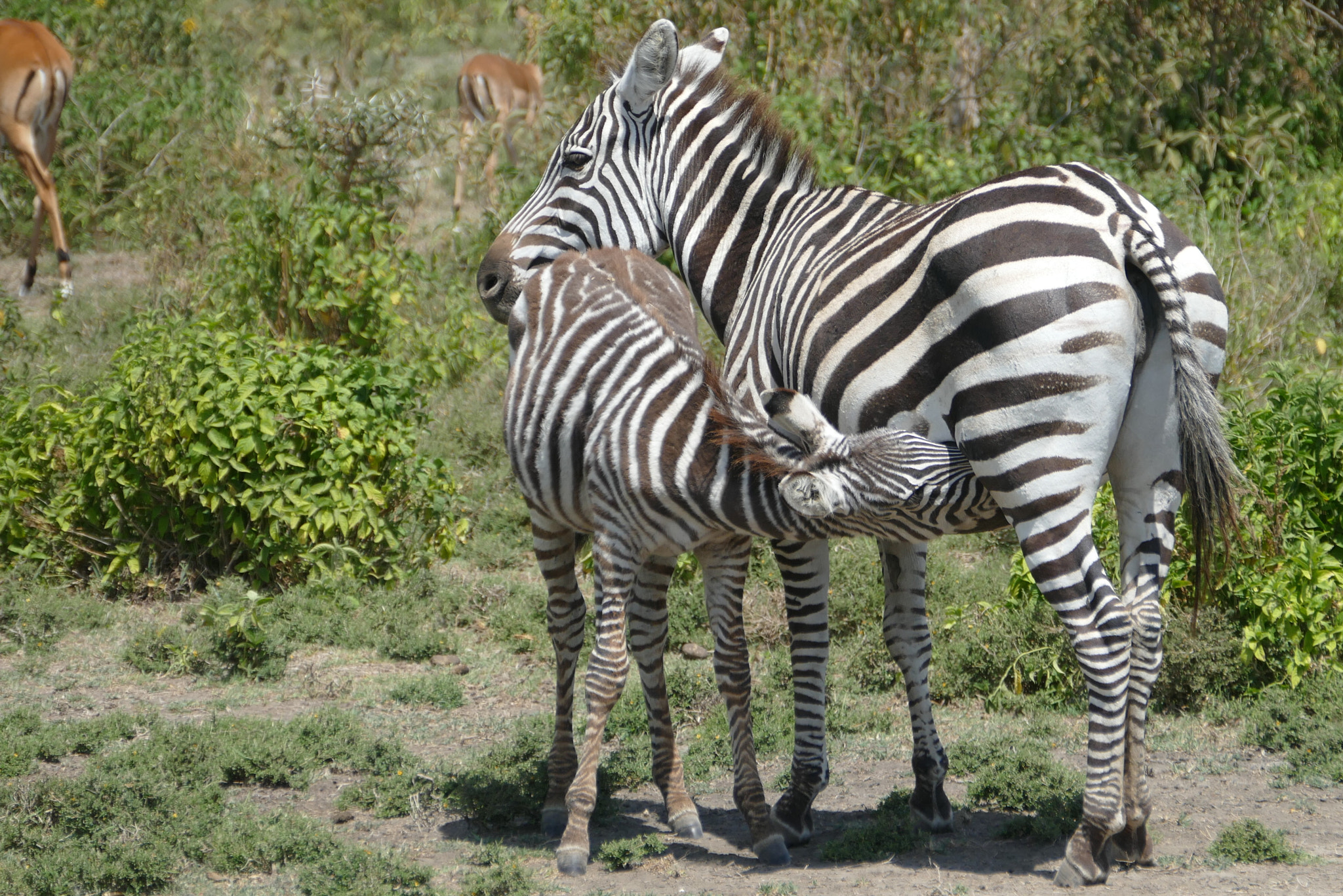
Säugende Zebras haben einen großen Einfluss auf die Bewegungen ihrer Gruppe. Diese Individuen haben oft einen größeren Ressourcen-Bedarf, und lenken daher die Entscheidungen, selbst wenn sie keinen besonderen Status in der Gruppe haben.

Individuen, die Status durch Dominanz oder durch Prestige erhalten, haben oft eine überdurchschnittliche Fähigkeit, Entscheidungen anderer zu beeinflussen. Diese Möglichkeit, Macht auszuüben, ist einer der evolutionären Selektionsdrücke, die die Entwicklung der Führungsstrategien erklärt. Häufig lässt sich etwa bei Säugetieren ein direkter überproportionaler Vorteil für das führende Individuum durch seine Einflussnahme erkennen. Allerdings können in bestimmten Situationen auch andere Individuen Entscheidungen für die Gruppe treffen. Dominanz in der Biologie beschreibt zunächst nur, inwieweit bestimmte Individuen konsistent Kämpfe gegen andere gewinnen, um dadurch bevorzugten Zugang zu seltenen Ressourcen zu erhalten. Dieser hierarchische Status muss nicht damit verbunden sein, ob Individuen die Gruppe anführen. Auf der Gegenseite kann es sein, dass Individuen die Gruppe anführen, obwohl sie keinen gesonderten Status haben. Zum Beispiel führen laktierende Zebras oft die Nahrungssuche an, da sie physiologisch stärker darauf angewiesen sind. Die anderen Individuen profitieren dabei von der Suche der führenden Individuen, wodurch die Führenden an Prestige gewinnen können.